# Devils de Lowell
Les Devils de Lowell  sont une ancienne  franchise de hockey sur glace en Amérique du Nord de la Ligue américaine de hockey. Elle a existé de 1998 à 2010 et jouait à Lowell dans le Massachusetts.

## Histoire
Créée en 1998 sous l'appellation Lock Monsters de Lowell, la franchise remporte deux titres de division en 1999 et 2002.
En 2006, elle est rachetée par les Devils du New Jersey pour en faire leur club-école et renommée Devils de Lowell. Le 18 août 2007, New Jersey annonce que l'entente avec la ville de Lowell est prolongée jusqu'en 2010. À l'issue de cet accord, elle est déplacée à Albany et devient les Devils d'Albany.

## Statistiques
| No | Saison    | PJ | V  | D  | N  | DP | DTB | BP  | BC  | Pts | Classement      | Séries éliminatoires  | Entraîneur        |
| -- | --------- | -- | -- | -- | -- | -- | --- | --- | --- | --- | --------------- | --------------------- | ----------------- |
| 1  | 1998-1999 | 80 | 33 | 32 | 13 | 2  | -   | 219 | 237 | 81  | 1er, Atlantic   | Éliminés en 1re ronde | Frank Anzalone    |
| 2  | 1999-2000 | 80 | 33 | 36 | 7  | 4  | -   | 228 | 240 | 77  | 3e, Atlantic    | Éliminés en 2e ronde  | Bruce Boudreau    |
| 3  | 2000-2001 | 80 | 35 | 35 | 5  | 5  | -   | 225 | 244 | 80  | 4e, New England | Éliminés en 1re ronde | Bruce Boudreau    |
| 4  | 2001-2002 | 80 | 41 | 25 | 11 | 3  | -   | 229 | 209 | 96  | 1er, North      | Éliminés en 1re ronde | Ron Smith         |
| 5  | 2002-2003 | 80 | 19 | 51 | 7  | 3  | -   | 175 | 275 | 48  | 5e, North       | Non qualifiés         | Ron Smith         |
| 6  | 2003-2004 | 80 | 32 | 36 | 6  | 6  | -   | 208 | 242 | 76  | 6e, Atlantic    | Non qualifiés         | Ron Smith         |
| 7  | 2004-2005 | 80 | 47 | 27 | 5  | 1  | -   | 242 | 190 | 100 | 3e, Atlantic    | Éliminés en 2e ronde  | Tom Rowe          |
| 8  | 2005-2006 | 80 | 29 | 37 | -  | 6  | 8   | 222 | 257 | 72  | 5e, Atlantic    | Non qualifiés         | Tom Rowe          |
| 9  | 2006-2007 | 80 | 38 | 30 | -  | 6  | 6   | 212 | 220 | 88  | 5e Atlantic     | Non qualifiés         | Kurt Kleinendorst |
| 10 | 2007-2008 | 80 | 25 | 43 | -  | 7  | 5   | 183 | 270 | 62  | 7e Atlantic     | Non qualifiés         | Kurt Kleinendorst |
| 11 | 2008-2009 | 80 | 35 | 36 | -  | 2  | 7   | 213 | 243 | 79  | 6e Atlantic     | Non qualifiés         | Kurt Kleinendorst |
| 12 | 2009-2010 | 80 | 39 | 31 | -  | 4  | 6   | 239 | 232 | 88  | 4e Atlantic     | Éliminés en 1re ronde | John MacLean      |

## Entraîneurs
- 1998-1999 : Frank Anzalone
- 1999-2001 : Bruce Boudreau
- 2001-2004 : Ron Smith
- 2004-2006 : Tom Rowe
- 2006-2009 : Kurt Kleinendorst
- 2009-2010 : John MacLean

## Logos successifs

Logo des Lock Monsters de Lowell utilisé de 1998 à 2006
Logo actuel